# Kosmos 2480
Kosmos 2480 (ros. Космос 2480) – rosyjski satelita szpiegowski serii Kobalt-M (będącej częścią programu satelitów Jantar). Wystrzelony został z wyrzutni rakietowej w Plesiecku (obwód archangielski) ostatnią startującą z tego kosmodromu rakietą Sojuz-U 17 maja 2012 o 18:05 czasu moskiewskiego (14:05 GMT).

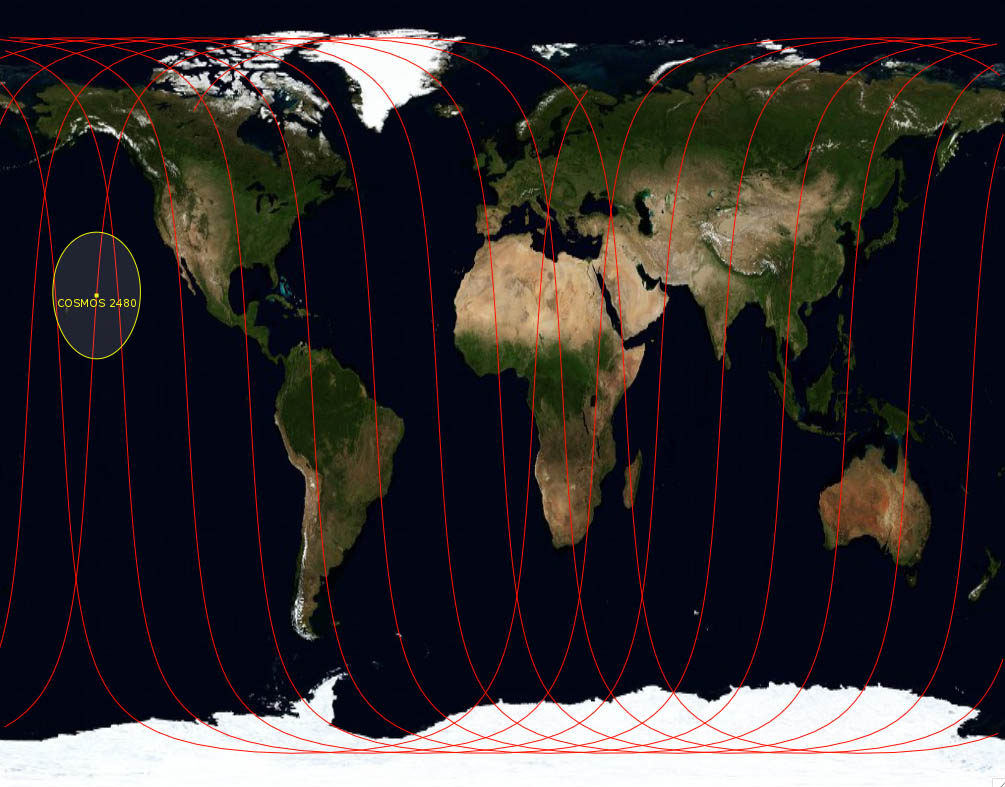
Trajektoria lotu Kosmosa 2480